# Lexa Doig
Alexandra Lecciones „Lexa“ Doig (* 8. června 1973 Toronto) je kanadská herečka, známá spíše pod jménem Lexa Doig. Asi její nejznámější role je ze seriálu Andromeda Rommie, dále pak ze seriálu Hvězdná brána jako Dr. Carolyn Lam.

## Životopis
Lexin otec je původem Skot, její matka pochází z Filipín. Narodila se a vyrůstala v Torontu v Ontariu, kde její rodina vlastní část zdejšího divadla. Ve věku svých devíti let, po zhlédnutí opery Porgy a Bess, zatoužila stát se herečkou.
V šestnácti letech se přihlásila do modelingového konkurzu a byla přijata. Před tím, než v průběhu posledního ročníku předčasně ukončila studium střední školy, točila hlavně reklamy a věnovala se modelingu. Hrála v divadle v Romeovi a Julii a Jezinkách a bezinkách, během zkoušení pro televizní a filmové role.

## Kariéra
Lexa Doig hrála v několika reklamách a měla malou roli ve filmu producenta Gena Roddenberryho Earth: Final Conflict, ale její první velká role byla v seriálu Williama Shatnera TekWar, kde hrála "cowgirl", specialistku na sledování a získávání informací.
"Když jsem odešla z konkurzu, měla jsem pocit, že jsem to totálně zvorala, ale pak mi zavolal můj agent a řekl: „Tu roli máš“. Skákala jsem radostí kolem domu svých rodičů a křičela z plných plic. V tu chvíli jsem si byla naprosto jistá, že to je přesně to, co chci dělat a neohlížet se zpátky."
Lexa Doig dostala roli Tiny Backus v krátkém seriálu CI5: The New Professionals. V roce 2000 hrála v dalším Roddenberryho seriálu Andromeda dvojroli umělé inteligence hvězdné lodě zobrazované na obrazovkách, či jako hologram a vlastní vtělení lodě jménem Rommie.
V roce 2001 si hrála v hororu Jason X a poté v několika epizodách deváté a desáté řady Hvězdné brány doktorku Carolyn Lam. Později se objevila v roli profesorky Wendy Paulsonové v druhé řadě seriálu 4400. V roce 2010 si zahrála v šesti dílech seriálu V doktorku Leah Pearlman. V roce 2012 si zahrála teroristku v kanadském sci-fi seriálu Continuum. V roce 2017 získala vedlejší roli Talie al Ghul v páté sérii seriálu Arrow. Jednu z hlavních rolí získala v seriálu The Arrangement.

## Osobní život
2. srpna 2003 se vdala za hvězdu seriálu Hvězdná Brána Michaela Shankse. 13. září 2004 se jim narodila dcera Mia Tabitha a v březnu 2006 syn Samuel David. Rodina žije střídavě v Torontu a Vancouveru, kde Michael Shanks točí Stargate s plány na stěhování do Los Angeles v blízké budoucnosti.
Jejími hobby jsou četba, jízda na kolečkových bruslích a hraní RPG (Dungeons and Dragons). Lexa a její manžel spolupracují s charitativní organizací Multiple Sclerosis Society of Canada.

## Filmografie
| Rok  | Název             | Role             | Poznámky            |
| ---- | ----------------- | ---------------- | ------------------- |
| 1995 | Jungleground      | Spider           |                     |
| 1999 | Mladé čarodějnice | Mercedes         |                     |
| 2000 | Bez alibi         | Camille          |                     |
| 2001 | Jason X           | Rowan LaFontaine |                     |
| 2008 | The Green Film    | Hvězda           | krátkometrážní film |
| 2011 | Hangár 14         | Jannard          |                     |

| Rok        | Název                                                 | Role                   | Poznámky |
| ---------- | ----------------------------------------------------- | ---------------------- | --- |
| 1993       | The Hidden Room                                       | Druhá dívka            | díl: „Marion & Jean“ |
| 1994       | TekWar                                                | Kovbojka               | televizní film |
| 1994       | TekWar: TekLords                                      | Kovbojka               | televizní film |
| 1994–1996  | TekWar                                                | Kovbojka               | vedlejší role, 5 dílů |
| 1996       | Taking the Falls                                      | Netta                  | díl: „From Russia with Love“                                                                                                |
| 1996       | F/X: The Series                                       | Reportérka             | díl: „French Kiss“ |
| 1996       | Flash Gordon                                          | Dale Arden (hlas)      | hlavní role |
| 1996       | Ready or Not                                          | Recepční               | díl: „Glamour Girl“ |
| 1997       | Stín minulosti                                        | Tse Tse                | televizní film |
| 1999       | Profesionálové z CI5                                  | Tina Backus            | hlavní role, 13 dílů |
| 1999–2000  | Traders                                               | M.J. Sullivan          | vedlejší role, 5 dílů |
| 2000       | Code Name Phoenix                                     | Conchita Flores        | televizní film |
| 2000       | Earth: Final Conflict                                 | Joan Price             | díl: „Abduction“ |
| 2001       | Rukojmí                                               | Kim Chang              | televizní film |
| 2002       | The Chris Isaak Show                                  | Detective Lucy Ramirez | díl: „Home of the Brave“ |
| 2004       | Human Cargo                                           | Rachel Sanders         | mini-seriál |
| 2005       | 4400                                                  | Wendy Paulson          | 4 díly |
| 2005       | Instinkt zabijáka                                     | Doktorka v nemocnici   | díl: „Forget Me Not“ |
| 2000–2005  | Andromeda                                             | Andromeda / Rommie     | hlavní role, 109 dílů |
| 2005–2007  | Hvězdná brána                                         | Dr. Carolyn Lam        | vedlejší role, 11 dílů |
| 2007       | Vražedné vize                                         | Jenny Morris           | televizní film |
| 2007–2008  | Heuréka – město divů                                  | Dr. Anne Young         | díly: „Umělý šampion“ a „Objekt touhy“                                                                                      |
| 2008       | Amulety života a smrti                                | Pena                   | televizní film |
| 2009       | Fireball                                              | Ava                    | televizní film |
| 2009       | Lovci duchů                                           | Risa                   | díl: „The End“ |
| 2010       | V                                                     | Dr. Leah Pearlman      | vedlejší role, 6 dílů |
| 2010–2011  | Smallville                                            | Dr. Christina Lamell   | díly: „Dožinky“ a „Potomek“                                                                                                 |
| 2011       | Health Nutz                                           | Ivonka                 | díl: „Good News, Bad News“                                                                                                  |
| 2013       | Pravěk: Nový svět                                     | Dr. Mara Fridkin       | díly: „:The Sound of Thunder, Parts 1 & 2“                                                                                  |
| 2012–2015  | Continuum                                             | Sonya Valentine        | hlavní role, 31 dílů |
| 2012–2014  | Arctic Air                                            | Petra Hossa            | vedlejší role, 9 dílů nominace – Leo Award v kategorii nejlepší ženský herecký výkon v hostující roli v dramatickém seriálu |
| 2014       | Nemocnice Hope                                        | Dr. Selina Quintos     | 3 díly |
| 2015       | Skutečné vraždy: Ztracená lebka                       | Sally Allison          | televizní film |
| 2015       | Skutečné vraždy: Pachatel mezi námi                   | Sally Allison          | televizní film |
| 2016       | Skutečné vraždy: Tři ložnice a jedno tělo             | Sally Allison          | televizní film |
| 2017–2019  | Arrow                                                 | Talia al Ghul          | vedlejší role (5. a 7.–8. řada), 7 dílů                                                                                     |
| 2016       | Skutečné vraždy: Záhada starého domu                  | Sally Allison          | televizní film |
| 2017–2018  | The Arrangement                                       | Deann Anderson         | hlavní role, 20 dílů |
| 2017       | Dead Over Heels: An Aurora Teagarden Mystery          | Sally Allison          | televizní film |
| 2018       | Reap What You Sew: An Aurora Teagarden Mystery        | Sally Allison          | televizní film |
| 2018       | Aurora Teagarden Mysteries: The Disappearing Game     | Sally Allison          | televizní film |
| 2019       | Unspeakable                                           | Marlys Edwarth         | 2 díly |
| 2019       | Aurora Teagarden Mysteries: A Very Foul Play          | Sally Allison          | televizní film |
| 2019       | Aurora Teagarden Mysteries: An Inheritance to Die For | Sally Allison          | televizní film |
| 2019       | Aurora Teagarden Mysteries: A Game of Cat and Mouse   | Sally Allison          | televizní film |
| 2019–dosud | Virgin River                                          | Paige Lassiter         | vedlejší role |